# Campionat d'Europa d'atletisme en pista coberta de 1972
El Campionat d'Europa d'atletisme en pista coberta de 1972 fou la tercera edició del Campionat d'Europa d'atletisme en pista coberta. La competició es digué a terme a la ciutat de Grenoble (França) entre els dies 11 i 12 de març de 1972 sota l'organització de l'Associació Europea d'Atletisme (AEA) i la Federació Francesa d'atletisme.
La competició es dugué a terme al Palau dels Esports de la ciutat de Grenoble i tingué un pista de 180 metres de llarg.

## Participants
Hi participaren un total de 264 atletes de 23 nacions diferents:
- Àustria (6)
- Bèlgica (4)
- Bulgària (9)
- Dinamarca (7)
- Espanya (5)
- Finlàndia (7)
- França (38)
- Grècia (3)
- Hongria (6)
- Islàndia (1)
- Itàlia (11)
- Iugoslàvia (5)
- Noruega (1)
- Països Baixos (2)
- Polònia (23)
- Regne Unit (17)
- RDA (12)
- RFA (34)
- Romania (12)
- Suècia (6)
- Suïssa (6)
- Txecoslovàquia (17)
- Unió Soviètica (32)

## Resutats

### Categoria masculina
| Event                        | Or                                                                                | Or      | Plata                                                                                     | Plata   | Bronze                                                                                   | Bronze  |
| 50 metres llisos detalls     | Valeri Borzov (URS)                                                               | 5.75    | Aleksandr Kornelyuk (URS)                                                                 | 5.81    | Vasilis Papageorgopoulos (GRE)                                                           | 5.82    |
| 400 metres llisos detalls    | Georg Nückles (FRG)                                                               | 47.24   | Ulrich Reich (FRG)                                                                        | 47.42   | Wolfgang Müller (GDR)                                                                    | 47.42   |
| 800 metres llisos detalls    | Jozef Plachý (TCH)                                                                | 1:48.84 | Ivan Ivanov (URS)                                                                         | 1:49.05 | Francis Gonzalez (FRA)                                                                   | 1:49.17 |
| 1500 metres llisos detalls   | Jacky Boxberger (FRA)                                                             | 3:45.66 | Spylios Zacharopoulos (GRE)                                                               | 3:46.08 | Jürgen May (FRG)                                                                         | 3:46.42 |
| 3000 metres llisos detalls   | Juris Grustiņš (URS)                                                              | 8:02.85 | Yuriy Aleksashin (URS)                                                                    | 8:03.20 | Ulrich Brugger (FRG)                                                                     | 8:05.07 |
| 50 metres tanques detalls    | Guy Drut (FRA)                                                                    | 6.51    | Manfred Schumann (FRG)                                                                    | 6.58    | Anatoliy Moshiashvili (URS)                                                              | 6.59    |
| relleus 4x360 metres detalls | PolòniaJan Werner · Waldemar Korycki · Jan Balachowski · Andrzej Badeński         | 3:11.1  | RFAPeter Bernreuther · Rolf Krüsmann · Georg Nückles · Ulrich Reich                       | 3:11.9  | FrançaPatrick Salvador · André Paoli · Michel Dach · Gilles Bertould                     | 3:15.6  |
| relleus 4x720 metres detalls | RFAThomas Wessinghage · Harald Norpoth · Paul-Heinz Wellmann · Franz-Josef Kemper | 6:26.4a | Unió SovièticaAleksey Taranov · Valeriy Taratynov · Ivan Ivanov · Stanislav Meshcherskikh | 6:27.0a | PolòniaZenon Szordykowski · Krzysztof Linkowski · Stanisław Waśkiewicz · Andrzej Kupczyk | 6:27.6a |
| Salt d'alçada detalls        | István Major (HUN)                                                                | 2.24    | Kęstutis Šapka (URS)                                                                      | 2.22    | Jüri Tarmak (URS)                                                                        | 2.22    |
| Salt amb perxa detalls       | Wolfgang Nordwig (GDR)                                                            | 5.40    | Hans Lagerqvist (SWE)                                                                     | 5.40    | Antti Kalliomäki (FIN)                                                                   | 5.30    |
| Salt de llargada detalls     | Max Klauss (GDR)                                                                  | 8.02    | Hans Baumgartner (FRG)                                                                    | 7.99    | Jaroslav Brož (TCH)                                                                      | 7.88    |
| Triple salt detalls          | Viktor Sanyeyev (URS)                                                             | 16.97   | Carol Corbu (ROM)                                                                         | 16.89   | Valentyn Shevchenko (URS)                                                                | 16.73   |
| Llançament de pes detalls    | Hartmut Briesenick (GDR)                                                          | 20.67   | Władysław Komar (POL)                                                                     | 20.32   | Jaroslav Brabec (TCH)                                                                    | 19.94   |

### Categoria femenina
| Event                        | Or                                                                               | Or      | Plata                                                                                            | Plata   | Bronze                                                                       | Bronze  |
| 50 metres llisos detalls     | Renate Stecher (GDR)                                                             | 6.25    | Annegret Richter (FRG)                                                                           | 6.28    | Sylviane Telliez (FRA)                                                       | 6.31    |
| 400 metres llisos detalls    | Christel Frese (FRG)                                                             | 53.36   | Inge Bödding (FRG)                                                                               | 54.60   | Erika Weinstein (FRG)                                                        | 54.73   |
| 800 metres llisos detalls    | Gunhild Hoffmeister (GDR)                                                        | 2:04.83 | Ileana Silai (ROM)                                                                               | 2:05.17 | Svetla Zlateva (BUL)                                                         | 2:05.50 |
| 1500 metres llisos detalls   | Tamara Pangelova (URS)                                                           | 4:14.62 | Lyudmila Bragina (URS)                                                                           | 4:18.35 | Vasilena Amzina (BUL)                                                        | 4:18.84 |
| 50 metres tanques detalls    | Annelie Ehrhardt (GDR)                                                           | 6.85    | Teresa Sukniewicz (POL)                                                                          | 6.94    | Grażyna Rabsztyn (POL)                                                       | 7.05    |
| relleus 4x180 metres detalls | RFAElfgard Schittenhelm · Christine Tackenberg · Annegret Kroniger · Rita Wilden | 1:24.1a | FrançaMichèle Beugnet · Christiane Marlet · Claudine Meire · Nicole Pani                         | 1:27.6a | ÀustriaChrista Kepplinger · Maria Sykora · Carmen Mähr · Monika Holzschuster | 1:29.5a |
| relleus 4x360 metres detalls | RFARita Wilden · Erika Weinstein · Christel Frese · Inge Bödding                 | 3:10.85 | Unió SovièticaNatalya Chistyakova · Lyudmila Aksyonova · Lyubov Zavyalova · Nadezhda Kolesnikova | 3:11.20 | FrançaMadeleine Thomas · Bernadette Martin · Nicole Duclos · Colette Besson  | 3:11.65 |
| Salt d'alçada detalls        | Rita Schmidt (GDR)                                                               | 1.90    | Rita Gildemeister (GDR)                                                                          | 1.84    | Yordanka Blagoeva (BUL)                                                      | 1.84    |
| Salt de llargada detalls     | Brigitte Roesen (FRG)                                                            | 6.58    | Meta Antenen (SUI)                                                                               | 6.42    | Jarmila Nygrýnová (TCH)                                                      | 6.39    |
| Llançament de pes detalls    | Nadejda Txijova (URS)                                                            | 19.41   | Antonina Ivanova (URS)                                                                           | 18.54   | Marianne Adam (GDR)                                                          | 18.30   |

## Medaller
| Núm. | País           | Or | Argent | Bronze | Total |
| ---- | -------------- | -- | ------ | ------ | ----- |
| 1    | RDA            | 7  | 1      | 2      | 10    |
| 2    | RFA            | 6  | 6      | 3      | 15    |
| 3    | Unió Soviètica | 5  | 8      | 3      | 16    |
| 4    | França         | 2  | 1      | 4      | 7     |
| 5    | Polònia        | 1  | 2      | 2      | 5     |
| 6    | Txecoslovàquia | 1  | 0      | 3      | 4     |
| 7    | Hongria        | 1  | 0      | 0      | 1     |
| 8    | Romania        | 0  | 2      | 0      | 2     |
| 9    | Grècia         | 0  | 1      | 1      | 2     |
| 10   | Suècia         | 0  | 1      | 0      | 1     |
| 10   | Suïssa         | 0  | 1      | 0      | 1     |
| 12   | Bulgària       | 0  | 0      | 3      | 3     |
| 13   | Àustria        | 0  | 0      | 1      | 1     |
| 13   | Finlàndia      | 0  | 0      | 1      | 1     |
|      | TOTAL          | 23 | 23     | 23     | 69    |